# Vízi cibetmacska
A vízi cibetmacska (Genetta piscivora) a cibetmacskafélék (Viverridae) családjába, a Genetta nembe tartozó ragadozó állatfaj.

## Rendszerezése
Rendszerezése vitatott, egyes tudósok szerint egy önálló nemnek - Osbornictis - az egyedüli faja.

## Előfordulása
Közép-Afrika dzsungelének lakója. A mezőgazdaság terjeszkedése és a táplálékának kifosztása fenyegeti. Természetvédelmi állapotáról alig tudunk valamit.

## Megjelenése
A többi Genetta fajtól eltérő a külseje. Bundája vöröses, farka fekete. 78–91 cm, 1,4-1,5 kg.

## Életmódja
A faj nevéből lehet tudni, hogy vízközelben él. A halakból álló táplálékát úgy kapja el, hogy a vízben van a bajusza - amivel kitapintja a halat -, ha halat érzékelt, akkor az állat rögvest a vízbe ugrik és elkapja a halat, továbbá megeszi a kétéltűeket, rákokat. Magányos. Szaporodása kevésbé tanulmányozott, nem tudjuk mikor van a párzási időszak. Az embrió december táján termékenyül meg. A legtöbb cibetmacskaféle fészekben vagy odúban hozza világra kölykét. Kezdetben az anyaállat tejjel táplálja kölykeit, később rátérnek a szilárd táplálékra - már fent említettük, hogy miket fogyaszt.